# Завадівка (Кропивницький район)
Зава́дівка — село в Україні, у Кетрисанівській сільській громаді Кропивницького району Кіровоградської області. Населення становить 36 осіб.

## Населення
Згідно з переписом УРСР 1989 року чисельність наявного населення села становила 37 осіб, з яких 16 чоловіків та 21 жінка.
За переписом населення України 2001 року в селі мешкало 36 осіб.

### Мова
Розподіл населення за рідною мовою за даними перепису 2001 року:
| Мова       | Відсоток |
| ---------- | -------- |
| українська | 86,11 %  |
| російська  | 13,89 %  |

## Відомі люди
В Завадівці народилися:
- Савин Віктор Маркіянович (1907—1971) — маляр і графік, заслужений художник УРСР.